# الحسن العباسی
الحسن العباسی (انگلیسی: El-Hassan El-Abbassi؛ زادهٔ ۱۳ آوریل ۱۹۸۴) دونده استقامت مراکشی‌تبار اهل بحرین است.